# Норепсола
Норепсо́ла (рос. Норепсола, марій. Нӧрепсола) — присілок у складі Моркинського району Марій Ел, Росія. Входить до складу Моркинського міського поселення.
Стара назва — Нерепсола.

## Населення
Населення — 99 осіб (2010; 143 у 2002).
Національний склад (станом на 2002 рік):
- марійці — 99 %